# Vampyrìsme, Nècrophilie, Nècrosadisme, Nècrophagie
Vampyrìsme, Nècrophilie, Nècrosadisme, Nècrophagie je prvi album talijanske black metal grupe Theatres Des Vampires. Album je preuređen i ponovno izašao 2003. pod imenom Vampyrìsme.

## Popis pjesama
1. "Intro - Twilight Kingdom" - 04:29
2. "The Lands Beyond The Forest" - 04:03
3. "Reborn In The Wood" - 04:28
4. "Ancient Vampires" - 05:34
5. "Woods Of Valacchia" - 07:07
6. "Within The Dark Domain" - 06:48
7. "Upon The Darkest Mountain" - 02:49
8. "While The Snow Turns Red" - 03:39
9. "Vlad The Impaler" - 04:22